# Mărculeni, Mureș
Mărculeni este un sat în comuna Bereni din județul Mureș, Transilvania, România.

## Imagini

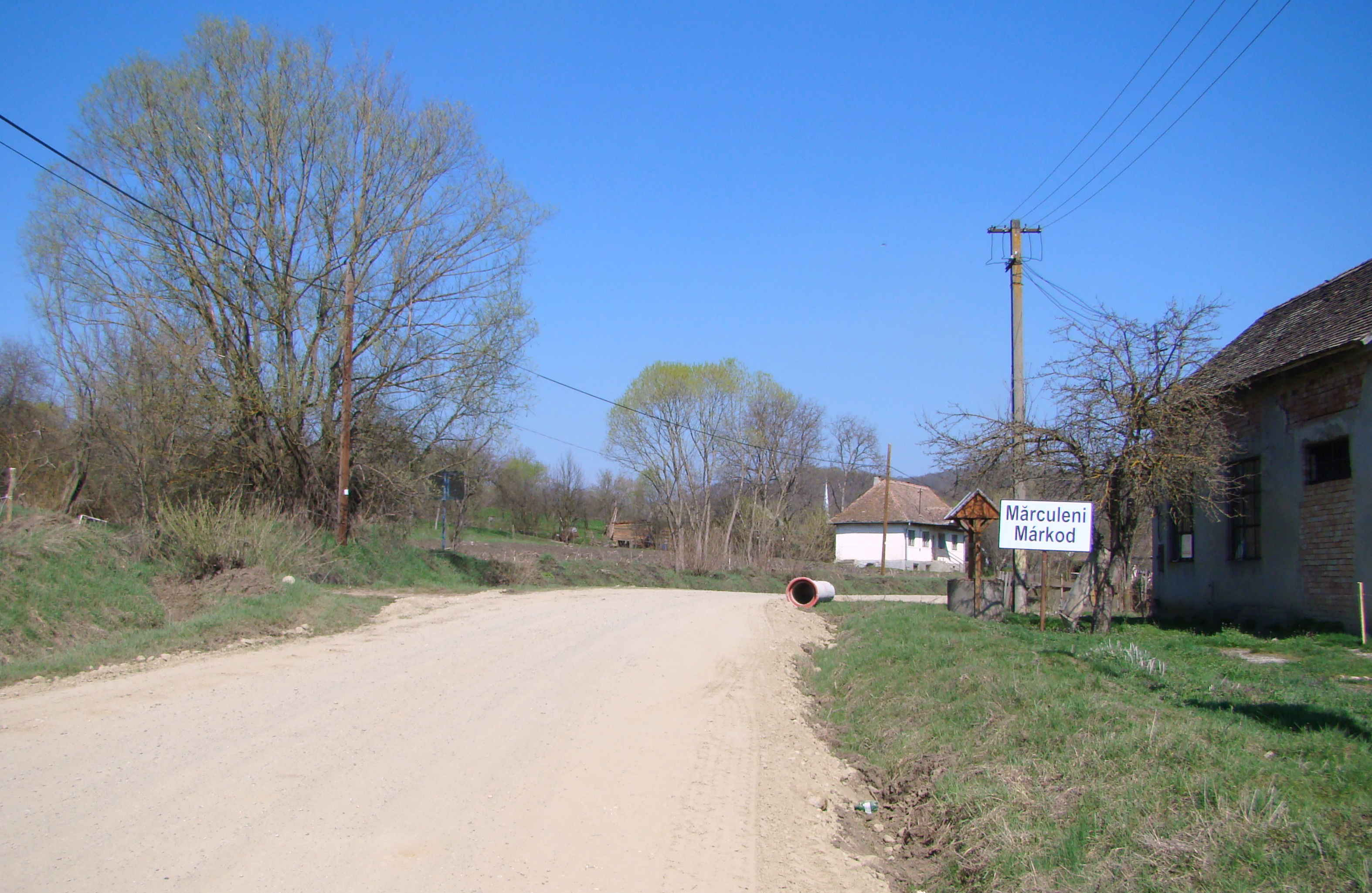
Intrarea în localitate
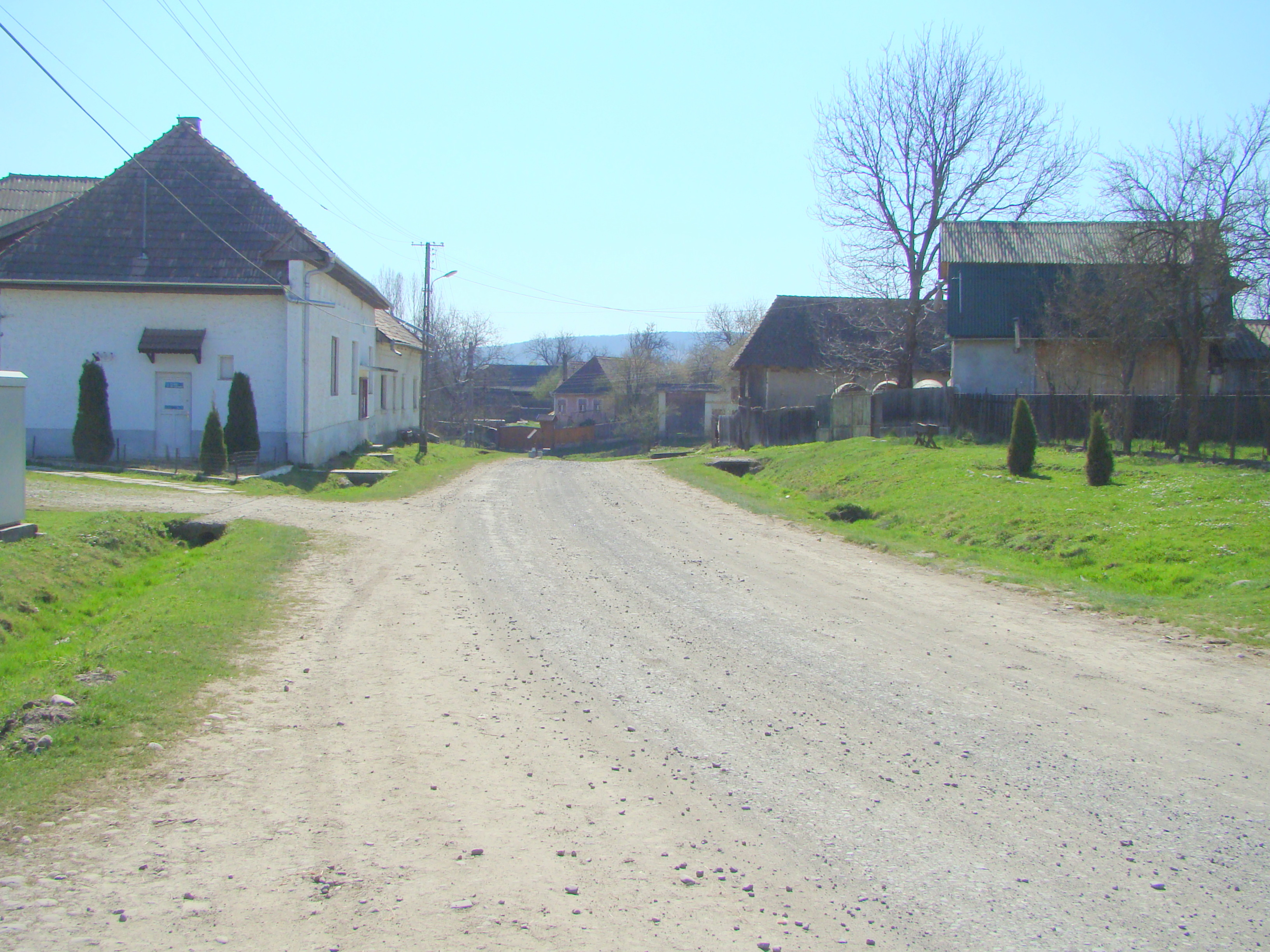
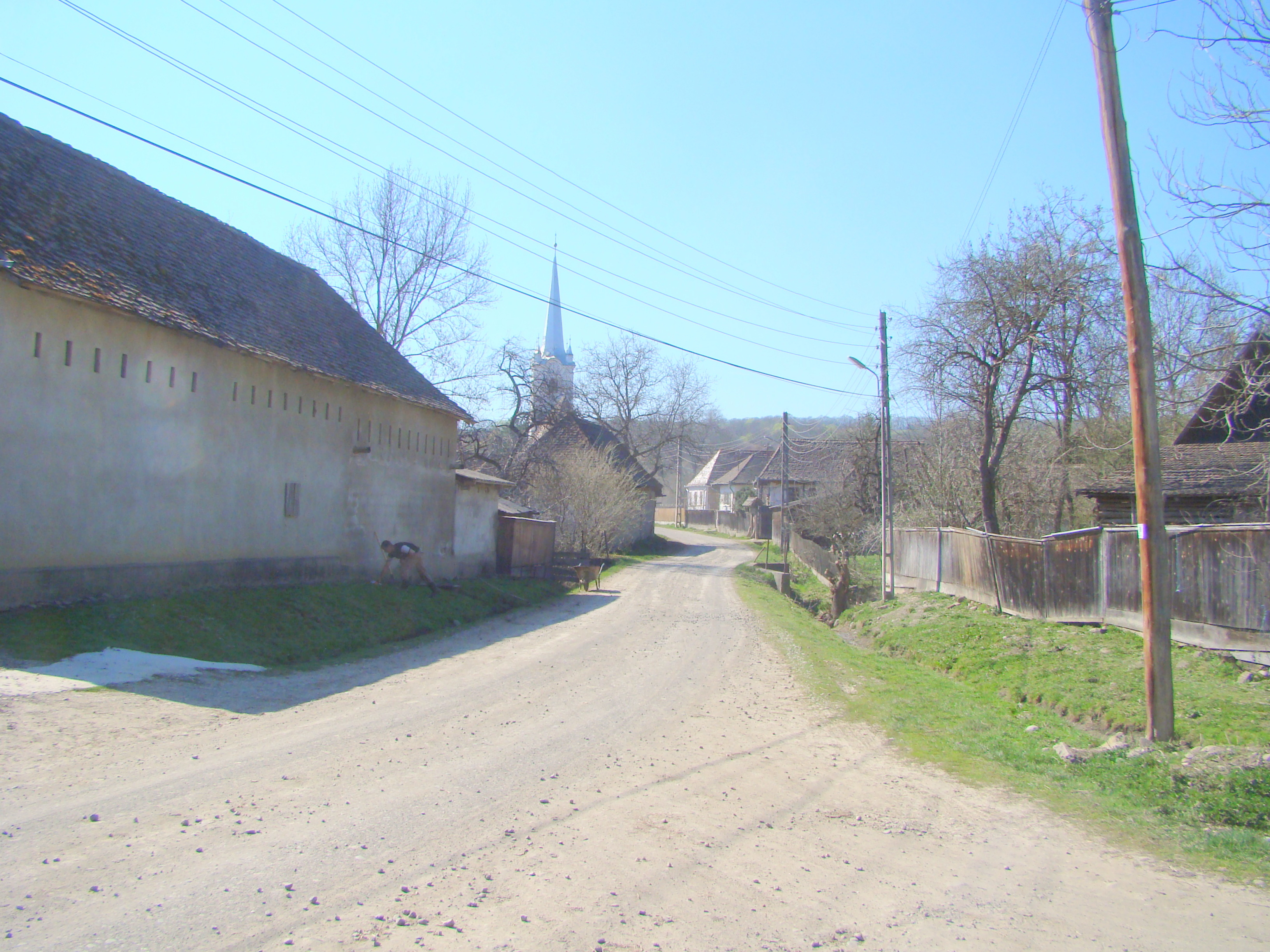
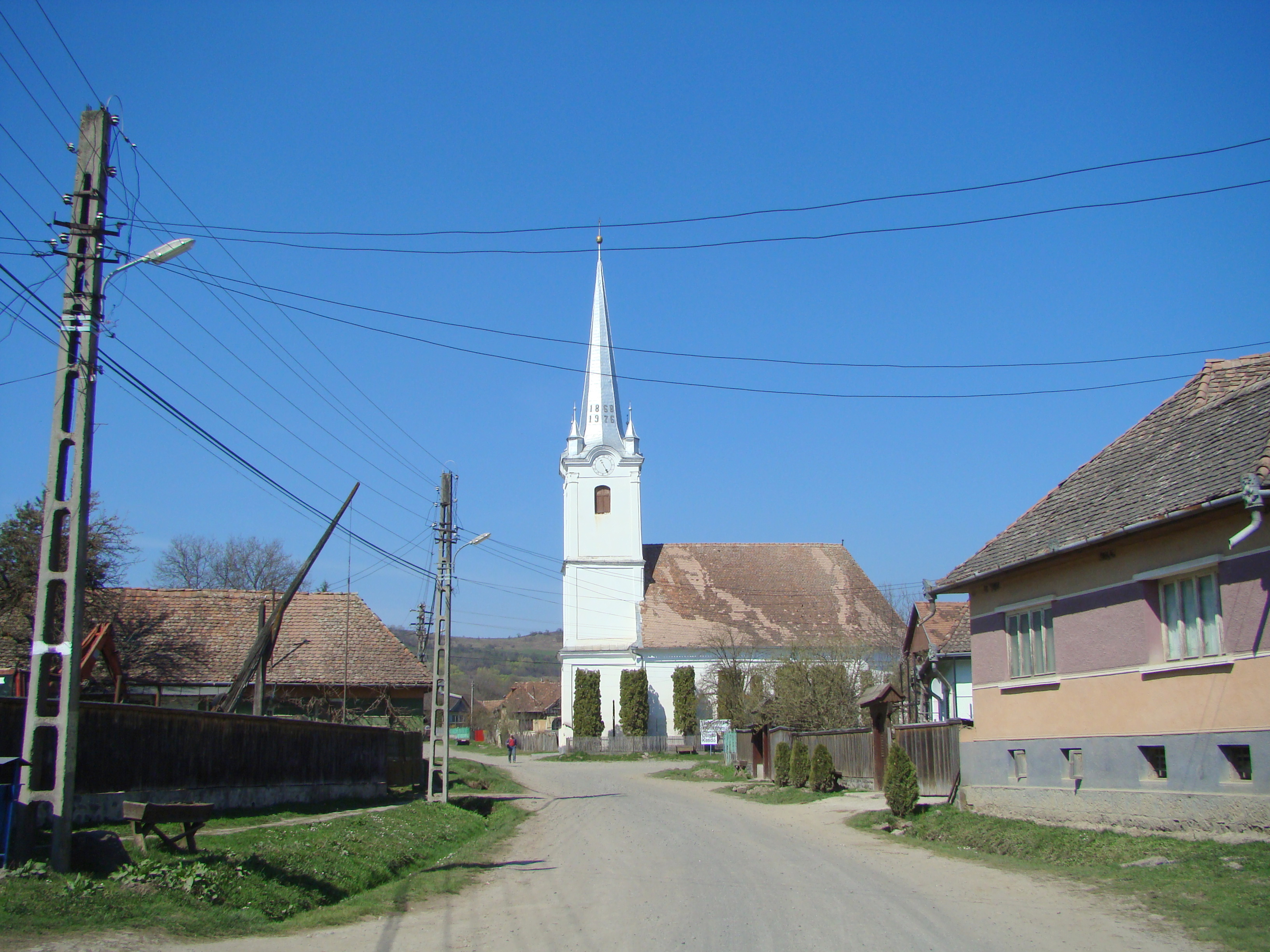
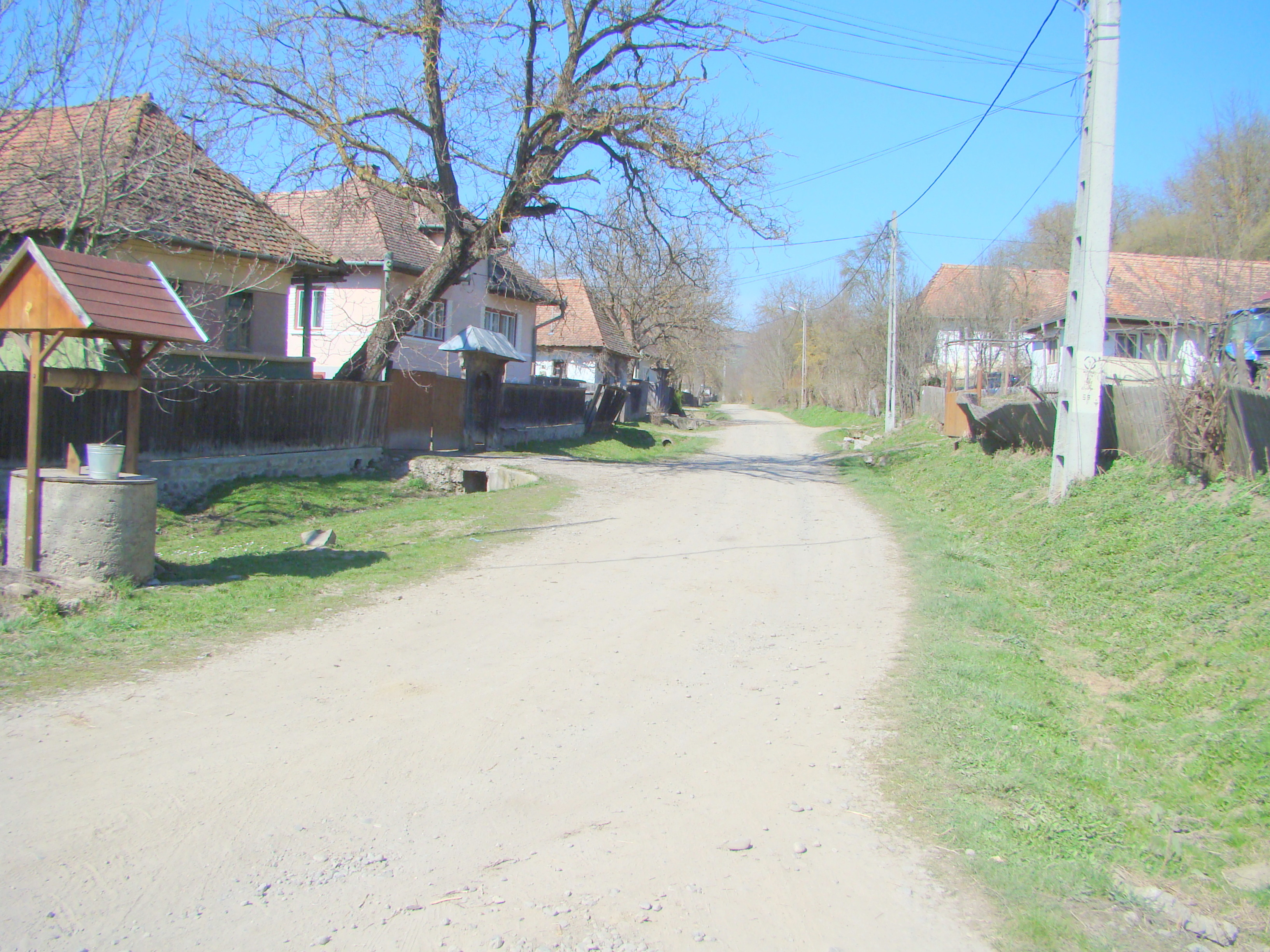